# Венценосный журавль
Венценосный журавль (лат. Balearica pavonina) — крупная птица из семейства настоящих журавлей, ведущая оседлый образ жизни в Западной и Восточной Африке. Хотя численность этой птицы пока ещё достаточно велика и составляет порядка 40000 особей, она имеет тенденцию к снижению и по этой причине журавль венценосный имеет статус уязвимого вида (категория VU) в Международной Красной книге.

## Описание
Птица высотой 91—104 см, размахом крыльев 183—198 см и весом 3,9—5,2 кг. Оперение большей части тела чёрное или тёмно-серое; кроющие перья надкрылий и подкрыльев белые. Главным отличительным признаком этого вида (наряду с Восточным венценосным журавлём) является наличие большого хохолка на голове, состоящего из жёстких золотистого цвета перьев, благодаря которому птица и получила своё название. На щеках имеются красные и белые пятна по паре с каждой стороны. Различают два подвида этого журавля — B. p. pavonina, обитающего на западе Африки; и B. p. ceciliae из Судана и Эфиопии, отличие которых состоит в различном расположении пятен на щеках — у суданского вида красное пятно находится выше белого, а у западно-африканского ниже. Под подбородком имеется небольшой красный горловой мешок, аналогичный тому, что имеется у петуха или индюка, однако он способен раздуваться. Клюв относительно небольшой, по бокам слегка сплюснутый, чёрный. Ноги чёрные. В отличие от многих других журавлей, у венценосного журавля на ноге имеется длинный задний палец, который позволяет птице легко удерживаться на ветке дерева или кустарника.
Половой диморфизм (видимые различия между самцом и самкой) не выражен, хотя самцы выглядят несколько крупнее. У молодых птиц оперение более светлое, перья верхней части тела на концах рыжие, а снизу песочного цвета. Шея сзади коричневая, а лицо жёлтое.

## Распространение
Обитает в саваннах в районе Сахель к югу от Сахары, а также на востоке Африки в Уганде, Руанде, Бурунди, Судане и 
Эфиопии. Живёт на открытых пространствах — как заболоченных, так и более засушливых, однако предпочитает болота с пресной водой, заливные луга или берега водоёмов. Журавля также можно встретить на полях риса или других влаголюбивых культур, заброшенных сельскохозяйственных угодьях вблизи от водоёмов. Часто в местах обитания можно увидеть акации или другие деревья, на которых птицы устраиваются на ночлег. Венценосный журавль не боится человека и часто селится вблизи от человеческого жилья.

## Образ жизни и воспроизводство
Ведёт оседлый образ жизни, однако в зависимости от сезона способен кочевать в пределах природного ареала. Сезонные или суточные миграции могут быть довольно значительными и составлять десятки километров. Активен в дневное время. Вне сезона размножения сбивается в стаи, часто крупные; однако с наступлением дождливого сезона птицы разбиваются на пары и держатся обособленно, охраняя свою территорию не только от других журавлей, но также и других птиц, таких как уток и гусей.
Период размножения длится в дождливый сезон. Взаимное ухаживание между самцов и самкой может выражаться несколькими способами, одним из которых является издавание хлопающих звуков с помощью надувания и выпускания воздуха из горлового мешка. В этот момент журавли склоняют голову вперёд, а затем резким движением запрокидывают её назад. Кроме того, птицы способны издавать характерные трубные звуки, которые заметно отличаются от других видов журавлей с более длинными трахеями. Ухаживание может сопровождаться обоюдными танцами, которые включают в себя подпрыгивание, перебежки, хлопанье крыльями, подбрасывание пучков травы или покачивание головой.
Территория гнездовья относительно невелика и составляет 10—40 га, однако она тщательно охраняется от вторжения других птиц. Круглое гнездо строится из осоки либо другой травы вблизи от воды или даже прямо в ней посреди густой растительности. Самка откладывает 2—5 (в среднем 2,5) голубых или розоватых яиц без пятен. Инкубационный период длится 28—31 день. Оба родителя участвуют в насиживании, хотя большую часть времени проводит в гнезде самка.
Вылупившиеся птенцы покрыты пухом и способны покинуть гнездо уже через сутки, хотя ещё в течение 2—3 дней возвращаются туда. Вскоре семья перебирается на более высокие травянистые участки, где кормятся насекомыми или верхушками побегов. На крыло птенцы становятся через 60—100 дней.
В засушливый сезон журавли перебираются на возвышенности и часто встречаются поблизости от стад крупных животных, где имеется большое изобилие потревоженных беспозвоночных животных. В неблагоприятный год пара может оставаться в стае.

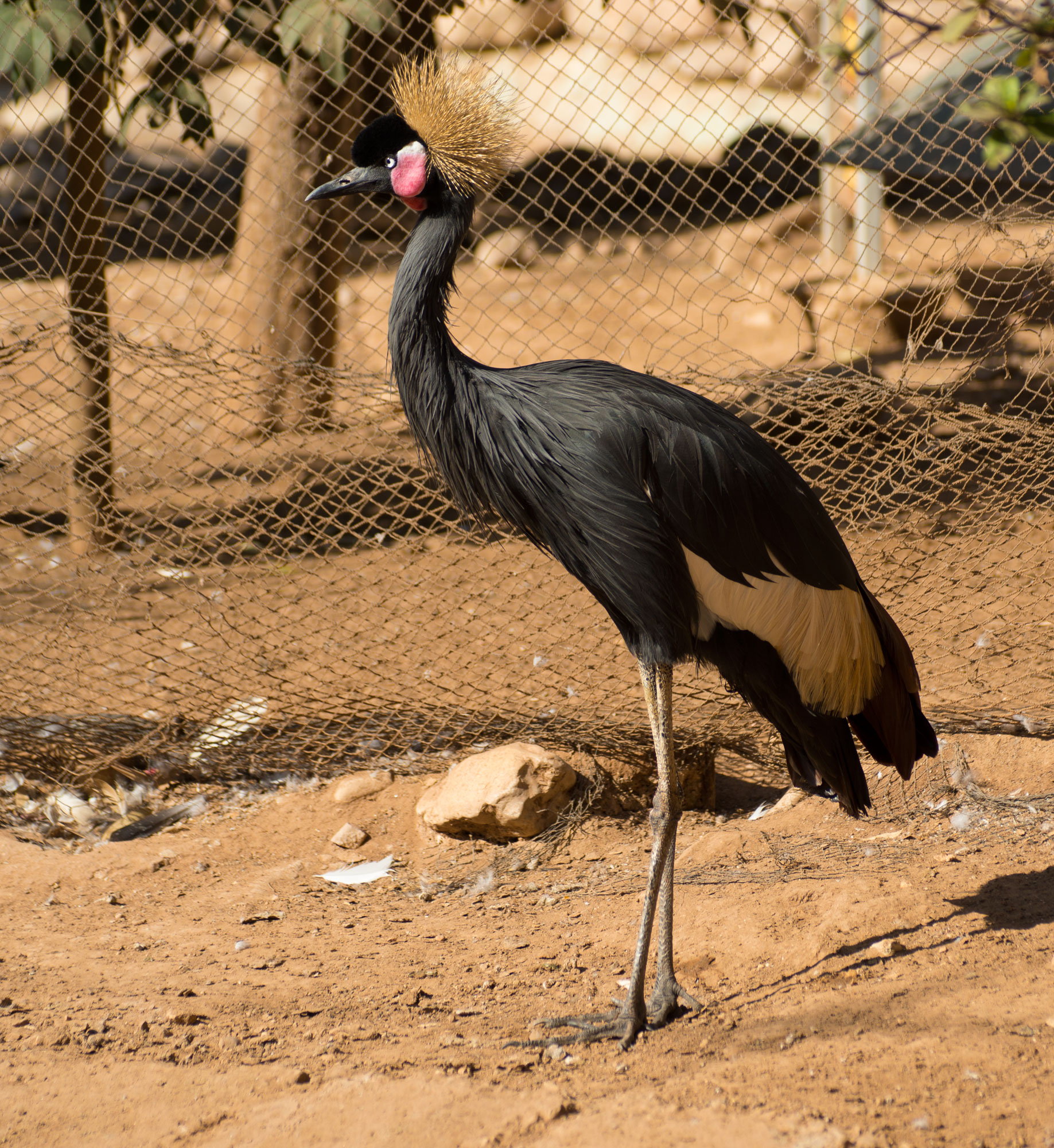
Венценосный журавль в зоопарке Агадира (Марокко)

## Питание
Венценосные журавли всеядны — питаются как животной, так и растительной пищей. Основной рацион составляют травяные побеги, семена, насекомые и другие беспозвоночные, а также мелкие позвоночные животные. Часто кормятся зерном на сельскохозяйственных угодьях, однако в отличие от близкого им восточного венценосного журавля фермеры не рассматривают их в качестве вредителей.

## Угрозы
Основной угрозой для популяции этого вида называют ловлю и торговлю этими птицами. В некоторых западно-африканских странах, таких как Мали существует традиция содержания этих птиц в домашних условиях. Однако за последние 30 лет международная торговля этим видом значительно увеличилась, что сказалось на общей численности птиц. Кроме того, среди деструктивных факторов называют уменьшение площади болот из-за хозяйственной деятельности человека.